# ايجينيو كوريني
ايجينيو كوريني (بالإيطالية: Eugenio Corini)‏ (30 يوليو 1970 إيطاليا - ) هو لاعب كرة قدم إيطالي، يلعب كلاعب وسط، شارك في الألعاب الأولمبية الصيفية 1992.

## روابط خارجية
- ايجينيو كوريني على موقع الاتحاد الدولي (مؤرشف)  (الإنجليزية)
- ايجينيو كوريني على موقع قاعدة بيانات كرة القدم.إي يو (الإنجليزية)
- ايجينيو كوريني على موقع عالم كرة القدم.نت (الإنجليزية)
- ايجينيو كوريني على موقع أوليمبيديا (الإنجليزية)